# Slijter
Een slijter is een ander woord voor een verkoper van kleinhandel. Een persoon die grote hoeveelheden handelswaar koopt (groothandel; en dus niet zelf maakt) en deze dan weer in kleine hoeveelheden verder verkoopt (kleinhandel of detailhandel), wordt een slijter genoemd.

## Oorsprong
Vroeger bestonden naast de diverse soorten slijters zoals broodslijters en vleesslijters ook drankslijters.

## Drankslijter

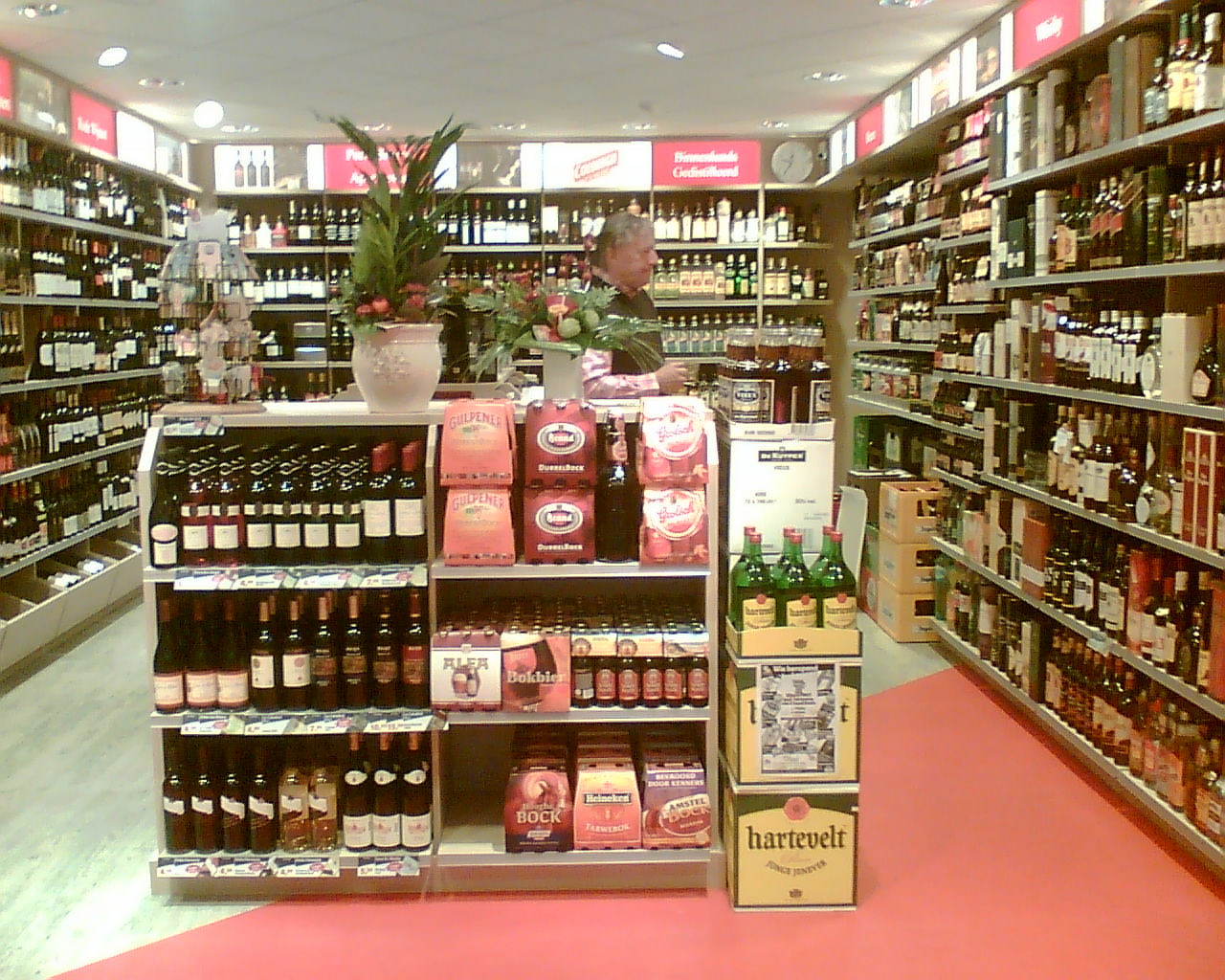
Het interieur van een slijterij

Omdat het vrij verstrekken van gedestilleerde dranken in de tweede helft van de negentiende eeuw uit de hand liep werd in 1882 een wet ingevoerd door de Nederlandse overheid. Hetzelfde gebeurde in België met de Wet Vandervelde in 1919. Door deze strenge regels voor drankslijters werd de kleinhandel van drank min of meer aan banden gelegd. Drankslijters dienden zich vast te gaan vestigen en zo ontstonden in Nederland de eerste echte slijterijen. De term drankslijter veranderde door het vast vestigen van de diverse kleinhandelaren automatisch in slijter. In de Nederlandse volksmond wordt onder slijter dus verstaan: een handelaar met een winkel (lees slijterij) die is ingericht voor uitsluitend de verkoop van alcoholische dranken voor gebruik elders dan ter plaatse.
Het beroep drankhandelaar dankt zijn naam aan het in kleine hoeveelheden verkopen van alcoholische dranken. Eind 19e eeuw werd gedistilleerde drank namelijk in grote mandflessen geleverd aan de plaatselijke horecagelegenheid met toelating voor het schenken van alcoholhoudende dranken. Daar men thuis graag van een borreltje wilden genieten, namen zij een maatje (0,1 liter) mee naar huis. Een drankenhandelaar kocht dus mandflessen in en sleet deze in maatjes aan de consument, die ze thuis opdronk.
Heden ten dage wordt er onderscheid gemaakt in het verstrekken van alcoholhoudende dranken voor gebruik ter plaatse (een horecazaak) en gebruik elders dan ter plaatse (een slijterij). Wie zich als drankenhandelaar in Nederland wil vestigen, heeft specifieke kennis nodig. Vanzelfsprekend over (alcoholhoudende) drank, maar ook over andere zaken, zoals winkelconcepten en wettelijke verplichtingen. Voor Nederland staan deze wettelijke verplichtingen omschreven in de Alcoholwet.

### Drankenverkoop buitenland
In een aantal landen hebben alleen staatsbedrijven het monopolie om alcoholische dranken te mogen verkopen. In Zweden gaat dit via de zogenaamde Systembolaget.